# Bartolomeo da Cogorno
Bartolomeo da Cogorno (Cogorno, ante 1340 – Genova, 11 gennaio 1386 o dicembre 1385) è stato un cardinale italiano.

## Biografia
Nacque da nobile famiglia presumibilmente Cogorno e in Liguria entrò nell'Ordine francescano. La prima data certa che lo riguarda è il 19 giugno 1377 quando è citato col titolo di magister in una lettera papale.
Maestro di teologia e valente predicatore fu spinto da papa Urbano VI a redigere il trattato De vera et leitima electione Urbani VI (Ms. lat. 1462 della Biblioteca nazionale di Francia.
Fu lo stesso Urbano VI a crearlo Cardinale presbitero del titolo di San Lorenzo in Damaso il 21 dicembre 1378.
Accusato dallo stesso Pontefice di far parte di un gruppo di cardinali che avrebbero voluto imprigionarlo, l'11 gennaio 1385 lo fece arrestare presso Nocera. Incarcerato, gli fu estorta la confessione della propria colpevolezza e condotto a Genova a seguito del Papa. Secondo alcuni Urbano VI lo avrebbe fatto gettare in mare chiuso in un sacco, mentre secondo altri sarebbe stato giustiziato nella residenza genovese del Papa prima che lo stesso si trasferisse a Lucca alla fine del 1386.